# 蔡鐵城

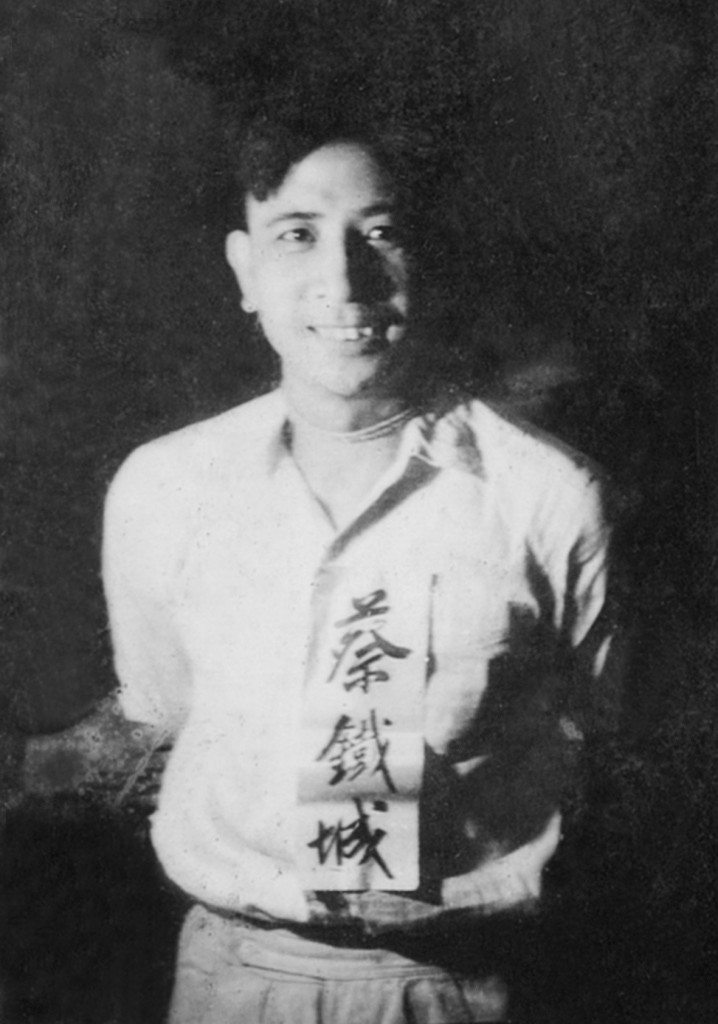
遭槍決之前對著鏡頭微笑的蔡鐵城

蔡鐵城（1923年1月3日—1953年9月5日），原名蔡金城，台灣台中人，普通文官考試通過，神戶商業學校畢業畢業，戰後擔任《和平日報》記者、「二七部隊」宣傳部長，死後追認為中華人民共和國烈士。

## 生平

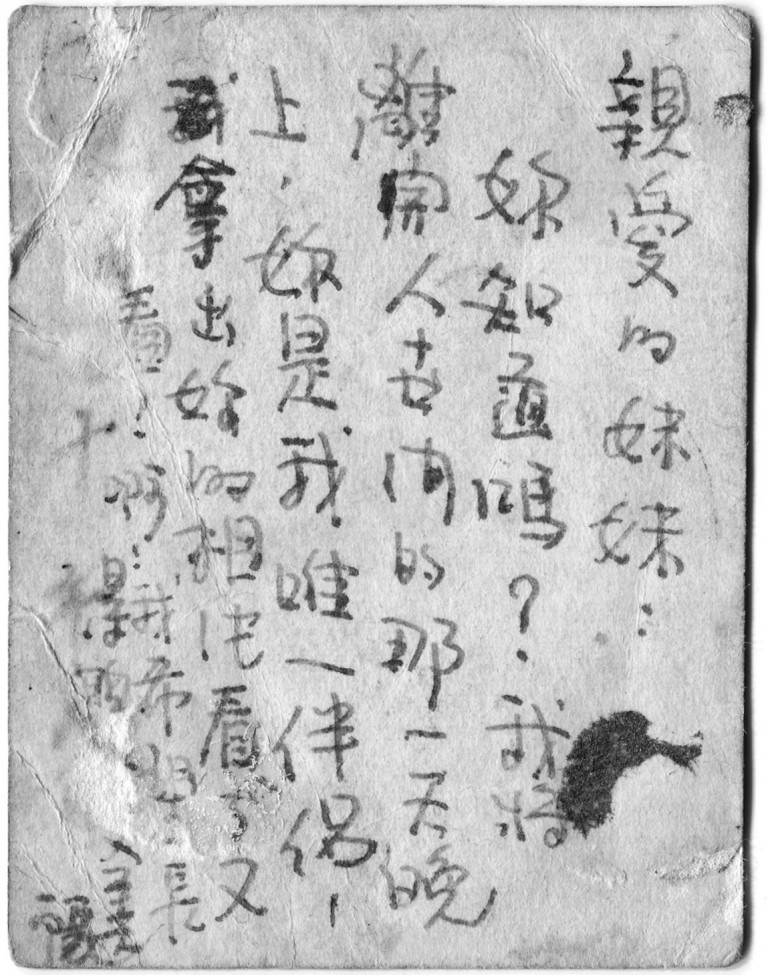
蔡鐵城被槍斃後，妹妹蔡敏在他身上找到了寫在蔡敏相片後面的留言。
「親愛的妹妹：你知道嗎？我將離開人世間的那一天晚上，妳是我唯一伴侶，我拿出妳的相片看了又看！啊！我希望…(後方字跡糊去，應為"長的聰明又美麗")」

蔡鐵城，1923年出生於台中大甲庄尾里，大甲高等科畢業後，通過普通文官考試，分發至彰化車站鐵路部門擔任火車駕駛助手，一年後辭職，入日本神戶商業學校，畢業後返台。戰後擔任《和平日報》記者，並參加作家楊逵號召的「新生活促進隊」。期間曾揭露陳孔達七十軍的一名連長將台灣兵私刑致死的事件，導致軍方至《和平日報》興師問罪。社長李上根顧慮蔡鐵城安危，與鍾逸人商量，讓他暫以採訪組長的身分到嘉義避風頭。1946年7、8月間，蔡鐵城參與採訪布袋事件，隨後又發生新營事件。兩起事件之後，蔡鐵城調回台中總社。10月左右，因《和平日報》嘉義分社一連串針對軍憲警的報導，警總開始介入《和平日報》的人事異動，干預新聞自由。

### 二二八事件
在蔡鐵城調回總社的四個月後，即爆發二二八事件。1947年3月3日，台中民眾自發性組織武裝隊伍，謝雪紅成立「台中地區治安委員會作戰本部」，地方仕紳成立「台中地區保安委員會」，組織以台中師範為主體的「民主保衛隊」，推舉吳振武擔任隊長。蔡鐵城則與台中市區知識分子及仕紳在「中尊寺」聚會，傍晚則在「安安旅社」繼續討論。當日深夜，黃信卿率領「埔里隊」攻下干城營區。4日，「民主保衛隊」陸續進駐干城營區，經初步整編，鍾逸人宣布取消「民主保衛隊」，成立「二七部隊」，消息傳遍台中，至5日傍晚，已有十八個組織加入，蔡鐵城則在晚間帶了40多名學生報到。6日，鍾逸人安排蔡鐵城擔任宣傳部長。12日，因聽聞劉雨卿所率二十一師將進入台中市，二七部隊為了減少市民犧牲，決定撤離市區，退守埔里，蔡鐵城與副官古瑞雲等進駐國民學校大禮堂，13日又轉到埔里武德殿，與秘書處何集淮派宣傳車沿埔里街宣撫臨近部落做好堅固陣地工作。當日午夜，古瑞雲與蔡鐵城、吳崇雄、周秀青、吳金燦等人率隊偷襲日月潭發電所附近的陳儀軍，俘獲7、8名俘虜及一批重機槍，對方稍有死傷。在16日黃金島率領的警備隊與國軍二十一師激戰的烏牛欄戰役之後，蔡鐵城與部分幹部、隊員潛逃嘉義，再轉至小梅，與陳篡地醫師建立「小半天」山區基地。之後蔡鐵城原擬與謝雪紅等人從梧棲港偷渡出境，但因回家探視家人，在4月11日被捕。

### 新民主主義青年團案
蔡鐵城遭逮捕後被判刑三年，1951年出獄後擔任台中縣議長李晨鐘秘書，不久竟因為涉及「新民主主義青年團案」（此案被認為是保密局特務羅織的假案）遭情治單位逮捕，因1947年底逃到香港的謝雪紅成立了臺灣民主自治同盟，1949年7月10日，台盟由香港輾轉得到一份《臺灣恥政三週年告同胞書》並予以複製在台灣發送。但7月14日即遭舉發，台灣省警備總司令部隨即逮捕印刷成員廖學銳，即廖學銳案，蔡鐵城遭此案牽連，與同案廖學銳、蔡金河、廖金照等遭判死刑，於1953年9月5日凌晨，遭槍決於馬場町刑場。

### 平反
2019年2月27日，促進轉型正義委員會公告，正式撤銷黃頂君等1056人之刑事有罪判決暨其刑，其中(36)特字第3號/(42)安度字第283號，有關本案蔡鐵城共同意圖以暴動顛覆政府而著手實行 / 意圖以非法之方顛覆政府而著手實行之有罪判決暨其刑之宣告正式撤銷。

### 紀念
2013年10月 北京西山國家森林公園的無名英雄廣場上立有無名英雄紀念碑，為紀念來台灣在1950年代被處決「隱避戰線烈士」而設立，蔡鐵城銘刻於紀念碑上，為中共國家安全部追認之中華人民共和國烈士。